# Nati nel 1904/Agosto
| Questa pagina contiene informazioni ricavate automaticamente dalle voci biografiche con l'ausilio del template Bio e di un bot. L'aggiornamento è periodico e automatico e ricostruisce completamente la pagina. Se manca una persona in questa lista, sei pregato di non aggiungerla, ma accertati piuttosto che la sua voce biografica contenga il template Bio e che i dati anagrafici siano correttamente compilati. Se il template Bio manca, inseriscilo tu stesso o, in alternativa, metti l'avviso {{tmp\|Bio}} che ne segnala la mancanza. Se i dati riportati sono sbagliati, correggi direttamente la voce biografica; le modifiche saranno visibili in questa lista entro pochi giorni. Per chiarimenti vedi il progetto biografie. La lista contiene solo le 130 persone che sono citate nell'enciclopedia e per le quali è stato implementato correttamente il template Bio. Pagina aggiornata al 18 ago 2025. |

- 1º agosto - Enzio Enrique Serafini, calciatore brasiliano († 1980)
- 1º agosto - R. R. Winterbotham, scrittore statunitense († 1971)
- 2 agosto - Giacomo Carlini, ostacolista, velocista e multiplista italiano († 1963)
- 2 agosto - Ireneo Moretti, militare e aviatore italiano († 1940)
- 2 agosto - Werner Seelenbinder, lottatore tedesco († 1944)
- 2 agosto - Bevan Sharpless, astronomo statunitense († 1950)
- 2 agosto - Vasilij Nikolaevič Žuravlёv, regista cinematografico sovietico († 1987)
- 3 agosto - Lorenzo Bessone, missionario e vescovo cattolico italiano († 1976)
- 3 agosto - Fabio Cusin, storico italiano († 1955)
- 3 agosto - Nicola Grosa, antifascista e partigiano italiano († 1978)
- 3 agosto - Aribert Mog, attore tedesco († 1941)
- 3 agosto - Dolores del Río, attrice e ballerina messicana († 1983)
- 3 agosto - Clifford D. Simak, scrittore, giornalista e autore di fantascienza statunitense († 1988)
- 3 agosto - Michel Vaucaire, paroliere francese († 1980)
- 3 agosto - Lauri Virtanen, mezzofondista e maratoneta finlandese († 1982)
- 4 agosto - Leonida Beltrame, pittore italiano († 1994)
- 4 agosto - Bill Coleman, compositore e trombettista statunitense († 1981)
- 4 agosto - Witold Gombrowicz, scrittore polacco († 1969)
- 4 agosto - Helen Kane, cantante statunitense († 1966)
- 4 agosto - Bassett Maguire, botanico statunitense († 1991)
- 4 agosto - Friedrich Tamms, architetto tedesco († 1980)
- 6 agosto - Giuliano Bonfante, glottologo italiano († 2005)
- 6 agosto - Jean Dessès, stilista greco († 1970)
- 6 agosto - Henry Iba, allenatore di pallacanestro statunitense († 1993)
- 6 agosto - Jean Zay, politico francese († 1944)
- 7 agosto - Ralph Bunche, politologo e diplomatico statunitense († 1971)
- 7 agosto - Raymond Erith, architetto britannico († 1973)
- 7 agosto - Grandon Rhodes, attore statunitense († 1987)
- 7 agosto - Giuseppe Rossi, sindacalista e politico italiano († 1948)
- 7 agosto - Antonio Silgich, calciatore italiano
- 7 agosto - Tarō Takemi, medico giapponese († 1983)
- 7 agosto - Ulrich Tuchel, ingegnere e imprenditore tedesco († 1986)
- 8 agosto - Gioacchino Dolci, disegnatore, antifascista e imprenditore italiano († 1991)
- 8 agosto - Ciriaco Errasti, calciatore spagnolo († 1984)
- 8 agosto - Mauro Fenoglio, calciatore italiano († 1980)
- 8 agosto - Mary Kid, attrice tedesca († 1988)
- 8 agosto - Clemente Lampioni, partigiano italiano († 1944)
- 8 agosto - Renato Malavasi, attore italiano († 1998)
- 8 agosto - Václav Morávek, generale e partigiano cecoslovacco († 1942)
- 8 agosto - Achille Varzi, pilota motociclistico e pilota automobilistico italiano († 1948)
- 9 agosto - Ugo Calà, scacchista italiano († 1983)
- 9 agosto - Costantino Costantini, ingegnere e architetto italiano († 1982)
- 10 agosto - Frankie Carbo, mafioso statunitense († 1976)
- 10 agosto - Dorothy B. Hughes, scrittrice e critica letteraria statunitense († 1993)
- 10 agosto - Walter Marienfeld, militare e aviatore tedesco († 1944)
- 10 agosto - Bruno Velani, ingegnere e dirigente d'azienda italiano († 1987)
- 10 agosto - Clemente Yerovi, politico ecuadoriano († 1981)
- 11 agosto - Bernard Castro, inventore italiano († 1991)
- 11 agosto - Yves du Manoir, rugbista a 15 francese († 1928)
- 11 agosto - Ángel Mariscal, calciatore spagnolo († 1979)
- 12 agosto - Edward Ashley, attore australiano († 2000)
- 12 agosto - Aleksej Nikolaevič Romanov, nobile russo († 1918)
- 13 agosto - Pier Luigi Faraldo, regista e sceneggiatore italiano
- 13 agosto - Giuseppe Fenocchio, vescovo cattolico italiano († 1996)
- 13 agosto - Giuseppe Focosi, calciatore italiano († 1950)
- 13 agosto - Evelyn Francisco, attrice statunitense († 1963)
- 13 agosto - Vittorio Giannattasio, militare e marinaio italiano († 1941)
- 13 agosto - Jonathan Hole, attore statunitense († 1998)
- 13 agosto - Arthur Johansen, calciatore norvegese († 1984)
- 13 agosto - Charles Rogers, attore e musicista statunitense († 1999)
- 14 agosto - Mario Giglio, cantante italiano
- 14 agosto - Léon Rosenfeld, fisico belga († 1974)
- 14 agosto - Emilio Servadio, psicoanalista, parapsicologo e esoterista italiano († 1995)
- 15 agosto - Victor Bruns, fagottista e compositore tedesco († 1996)
- 16 agosto - Battista Falchi, politico italiano († 1988)
- 16 agosto - Minoru Genda, aviatore e generale giapponese († 1989)
- 16 agosto - Hans Jenny, medico svizzero († 1972)
- 16 agosto - Helge Liljebjörn, calciatore svedese († 1952)
- 16 agosto - Wendell Meredith Stanley, biochimico statunitense († 1971)
- 17 agosto - Louis Cattiaux, poeta e pittore francese († 1953)
- 17 agosto - André Devauchelle, ciclista su strada francese († 1972)
- 17 agosto - Giovanni Mazzoni, calciatore e allenatore di calcio italiano († 1960)
- 17 agosto - Giovanni Pavoni, calciatore italiano
- 17 agosto - Giulio Razzi, compositore e direttore d'orchestra italiano († 1976)
- 17 agosto - Giovanni Ricci, matematico italiano († 1973)
- 17 agosto - Cesario D'Amato, vescovo cattolico italiano († 2000)
- 18 agosto - Georges Berry, allenatore di calcio e calciatore inglese († 1972)
- 18 agosto - Jean Dasté, attore e regista francese († 1994)
- 18 agosto - Mauno Tarkiainen, maratoneta finlandese († 1971)
- 19 agosto - Maurice Wilks, ingegnere, progettista e manager britannico († 1963)
- 20 agosto - Harry Burgess, calciatore inglese († 1957)
- 20 agosto - Les Harrison, allenatore di pallacanestro e dirigente sportivo statunitense († 1997)
- 20 agosto - Joginder Sen, principe, politico e diplomatico indiano († 1986)
- 20 agosto - Violet Radcliffe, attrice statunitense († 1965)
- 20 agosto - Judikje Simons, ginnasta olandese († 1943)
- 21 agosto - Count Basie, pianista e compositore statunitense († 1984)
- 21 agosto - Sergej Semënovič Birjuzov, generale sovietico († 1964)
- 21 agosto - Dante Filippi, dirigente sportivo, allenatore di calcio e calciatore italiano († 1995)
- 21 agosto - Léo Joannon, regista e sceneggiatore francese († 1969)
- 22 agosto - Gheorghe Anghel, scultore rumeno († 1966)
- 22 agosto - Ottavio Baccani, dirigente sportivo, allenatore di calcio e calciatore italiano († 1968)
- 22 agosto - Deng Xiaoping, politico, rivoluzionario e militare cinese († 1997)
- 22 agosto - Jay Novello, attore statunitense († 1982)
- 22 agosto - W. Lee Wilder, sceneggiatore, produttore cinematografico e regista austriaco († 1982)
- 23 agosto - Amedeo Bignami, pilota automobilistico e imprenditore italiano († 1954)
- 23 agosto - Francesca Ciceri, antifascista e partigiana italiana († 1988)
- 23 agosto - Thelma Furness, attrice statunitense († 1970)
- 23 agosto - Corky McCorquodale, giocatore di poker statunitense († 1968)
- 23 agosto - Attilio Morini, politico e antifascista italiano († 1978)
- 23 agosto - William Primrose, violista e insegnante scozzese († 1982)
- 23 agosto - Stella Roman, soprano rumeno († 1992)
- 23 agosto - Raymond de Roover, storico belga († 1972)
- 23 agosto - Gloria Morgan Vanderbilt, socialite statunitense († 1965)
- 24 agosto - Antonio Berti, scultore e medaglista italiano († 1990)
- 24 agosto - Mary Burchell, attivista e scrittrice britannica († 1986)
- 24 agosto - Itala Mela, mistica, teologa e religiosa italiana († 1957)
- 24 agosto - Aparicio Méndez, politico uruguaiano († 1988)
- 24 agosto - Llewellyn Thompson, diplomatico statunitense († 1972)
- 25 agosto - Wilhelm Abel, insegnante tedesco († 1985)
- 25 agosto - Luigi Geremia, calciatore italiano
- 25 agosto - Alice White, attrice statunitense († 1983)
- 26 agosto - Franz Horn, calciatore tedesco († 1963)
- 26 agosto - Joe Hulme, calciatore, allenatore di calcio e crickettista inglese († 1991)
- 26 agosto - Christopher Isherwood, scrittore britannico († 1986)
- 26 agosto - Nello Sticco, calciatore italiano († 1995)
- 26 agosto - Michel Vieuchange, esploratore francese († 1930)
- 27 agosto - Vladimir Makogonov, scacchista russo († 1993)
- 27 agosto - Angelo Scattolin, architetto italiano († 1981)
- 28 agosto - Secondo Campini, ingegnere italiano († 1980)
- 28 agosto - José Rumazo González, scrittore, storico e paleografo ecuadoriano († 1995)
- 28 agosto - Pauline Pô, modella e attrice francese († 1979)
- 29 agosto - Werner Forssmann, medico tedesco († 1979)
- 29 agosto - Johann Schwarzhuber, militare tedesco († 1947)
- 30 agosto - Cesare Alberti, calciatore italiano († 1926)
- 30 agosto - Delio Cantimori, storico e politico italiano († 1966)
- 30 agosto - John Eldredge, attore statunitense († 1961)
- 30 agosto - Albert Olsson, scrittore svedese († 1994)
- 31 agosto - Luigi Boni, pittore italiano († 1977)
- 31 agosto - Morgan Moore Moulder, politico e avvocato statunitense († 1976)
- 31 agosto - Juozas Žebrauskas, calciatore lituano († 1933)